# Long Way Down (album)
Long Way Down è il primo album in studio del cantautore britannico Tom Odell, pubblicato nel 2013.

## Tracce
1. Grow Old with Me – 3:03
2. Hold Me – 3:08
3. Another Love – 4:04
4. I Know – 3:52
5. Sense – 4:24
6. Can't Pretend – 3:37
7. Till I Lost – 3:37
8. Supposed to Be – 3:33
9. Long Way Down – 2:29
10. Sirens – 3:41

## Classifiche
| Classifica (2013) | Posizione massima |
| ----------------- | ----------------- |
| Irlanda           | 5                 |
| Paesi Bassi       | 1                 |
| Regno Unito       | 1                 |